# Sorbollano
Sorbollano (korsisch Surbuddà) ist eine Gemeinde auf der französischen Mittelmeerinsel Korsika. Sie gehört zum Département Corse-du-Sud, zum Arrondissement Sartène und zum Kanton Sartenais-Valinco. Die Bewohner nennen sich Sorbollanais oder Surbuddaninchi.

## Geografie
Das Siedlungsgebiet liegt auf 700 Metern über dem Meeresspiegel. Die Nachbargemeinden sind Quenza vom Norden bis in den Südosten, Levie im Südosten und Süden sowie Serra-di-Scopamène im Westen.

## Bevölkerungsentwicklung
| Jahr      | 1962 | 1968 | 1975 | 1982 | 1990 | 1999 | 2006 | 2012 |
| --------- | ---- | ---- | ---- | ---- | ---- | ---- | ---- | ---- |
| Einwohner | 115  | 114  | 110  | 63   | 73   | 69   | 79   | 64   |

## Sehenswürdigkeiten
- Kirche Saint-André, auf korsisch Sant’Andrea